# Condado de Stone (Misuri)
El condado de Stone (en inglés: Stone County), fundado en 1851, es uno de 114 condados del estado estadounidense de Misuri. En el año 2008, el condado tenía una población de 32,103 habitantes y una densidad poblacional de 24 personas por km². La sede del condado es Galena. El condado recibe su nombre en honor al colonizador William Stone.

## Geografía
Según la Oficina del Censo, el condado tiene un área total de 1323 km² (510,8 mi²), de la cual 1200 km² (463,3 mi²) es tierra y 123 km² (47,5 mi²) (9.33%) es agua.

### Condados adyacentes
- Condado de Christian (norte)
- Condado de Taney (este)
- Condado de Carroll (Arkansas) (sur)
- Condado de Barry (oeste)
- Condado de Lawrence (noroeste)

## Demografía
Según la Oficina del Censo en 2000, los ingresos medios por hogar en el condado eran de $40,487, y los ingresos medios por familia eran $46,675. Los hombres tenían unos ingresos medios de $26,224 frente a los $19,190 para las mujeres. La renta per cápita para el condado era de $21,813. Alrededor del 12.80% de la población estaban por debajo del umbral de pobreza.

## Transporte

### Carreteras principales
- Ruta 13
- Ruta 76
- Ruta 86
- Ruta 173
- Ruta 176
- Ruta 248
- Ruta 265
- Ruta 413

## Localidades

### Ciudades y pueblos
| - Blue Eye - Branson West - Cape Fair - Carr Lane | - Coney Island - Crane - Crossroads - Elsey | - Galena - HootenTown - Hurley - Indian Point - Kimberling City | - Lampe - McCord Bend - Ponce de Leon - Possum Trot | - Reeds Spring - Reeds Spring Junction - Shell Knob - Union City | - Viola |

### Municipios
| - Municipio de Alpine - Municipio de Cass - Municipio de Flat Creek A - Municipio de Flat Creek B - Municipio de Grant - Municipio de Hurley - Municipio de Lincoln - Municipio de McKinley - Municipio de Pierce - Municipio de Pine A - Municipio de Pine B | - Municipio de Ponce de Leon - Municipio de Ruth A - Municipio de Ruth B City - Municipio de Ruth B Rural - Municipio de Ruth C - Municipio de Ruth C Rural - Municipio de Sunset Cove - Municipio de Union - Municipio de Washington - Municipio de Williams |